# Mathieu Dohmen
Mathieu Dohmen (Born, 11 december 1952) is een Nederlands voormalig  wielrenner. 
Dohmen was professioneel wielrenner in 1978. In 1980 en 1984 maakte hij nog een comeback als amateurwielrenner. 

In zijn eerste periode als amateurwielrenner behaalde hij in 1973 een etappeoverwinning in de Ronde van de Toekomst, werd hij in hetzelfde jaar winnaar van de amateureditie van Rund um den Henninger-Turm en behaalde hij zowel in 1973 als 1974 een overwinning in de Nederlandse amateurklassieker de Ronde van Limburg. Bij het Nationaal Kampioenschap op de weg voor amateurs in 1974 behaalde hij een tweede plaats achter Jan Raas. Verder behaalde hij in 1975 een overwinning in de Hel van het Mergelland en in 1976 een etappeoverwinning in de Milk Race.  

In 1978 maakte hij de overstap naar de professionals, de veelbelovende uitslagen als amateur bleken voor de Limburger echter geen garantie voor een succesvolle profcarrière. Na een jaar keerde hij terug naar de amateurs.

## Belangrijkste overwinningen
1973
- Rund um den Henninger-Turm (Amateurs)
- Ronde van Limburg (Nederland)
- 7e etappe Ronde van de Toekomst

1974
- 1e in de Ronde van Limburg (Nederland)
- 2e etappe Ronde van Limburg (België)

1976
- Hel van het Mergelland

## Resultaten in voornaamste wedstrijden
| Jaar | Luik-Bast.‑Luik |
| ---- | --------------- |
| 1978 | 51e             |